# قلعه پرتغالی‌ها (بندر کنگ)
قلعه پرتقالیهای کنگ مربوط به دوره صفوی است و در بندر کنگ، کنار دریا واقع شده و این اثر در تاریخ ۳ اسفند ۱۳۷۷ با شمارهٔ ثبت ۲۲۳۱ به‌عنوان یکی از آثار ملی ایران به ثبت رسیده‌است.